# Epímaco de Atenas
Epímaco de Atenas (em grego:  Ἐπίμαχος ὁ Ἀθήναιος, c. 300 a.C.) foi um renomado  engenheiro e arquiteto ateniense que é conhecido por ter construído o Helépolis, (literalmente, conquistador das cidades), uma enorme máquina de cerco conceituada para Demétrio I da Macedônia, foi construída para ser empregada no mal sucedido cerco de Rodes.

## Biografia
Poucos detalhes são conhecidos sobre os particulares da vida de Epímaco de Atenas. Ele construiu outras armas de cerco, além do Helépolis, algumas também para Demétrio I da Macedônia, e outras para vários outros líderes e chefes militares. Dessas outras armas de cerco uma era um grande aríete com mais de 60 metros de comprimento. Muitas de suas criações influenciaram o futuro da engenharia de cerco centenas de anos mais tarde, e o projeto para o Helépolis em particular teve efeitos sobre futuros projetos; o termo Helépolis perdurou por muitos séculos depois do "original", sendo usado para  qualquer torre que possuía baterias para derrubar muros, ou máquinas para arremessar lanças e pedras. Uma torre com estas características foi empregada pelos romanos, na captura de Jerusalém. 